# Коросно (Україна)
Ко́росно (до 2021 року — Коросне) — село в Україні, у Львівському районі Львівської області. Орган місцевого самоврядування — Перемишлянська міська громада. Населення становить 1026 осіб.

## Географія
У селі Осушний струмок впадає у  потік Білий.

## Історія
Перша згадка про село датується 1444 роком. У 1469 році власником Коросна був Павло Клюс. 1512 року село було спалене татарською ордою. У 1515 році село перебувало вже у власності родини Лагодовських. Згодом ординці знов спалили більшу частину села. В 1552 р селом володів пан Клюс . 1648 року неподалік села проходило козацько-татарське військо, яке прямувало на Львів. Ймовірно, що село було у цей час знищене татарами, бо наступного року не змогло сплатити податок. У 1650 році власником Коросна був Марцін Ґраб'янка, що у 1660 році продав село Коссаковському за 10000 золотих.

Як свідчить реєстр поголовного податку за 1676 рік, у 1672, 1675 роках село знов було знищене татарами. Тоді в селі залишилося не більше 20 дорослих осіб.

У 1763 році вперше в документах згадується урочище «За Волею».

У 1774 році Коросно разом з Перемишлянами і Борщевом входили до Перемишлянського ключа, власницею якого була Ізабела Любомирська. Село Коросно приносило щорічно 441 золотий прибутку. У цей час в селі було 56 господарств. Селянам належало 55 городів та 24 чверті землі. Троє господаріів взагалі не мали поля. Землю обробляли волами та конями. У короснянських господарів було 92 воли та 19 коней. 10 господарів не мали тяглової худоби. Панщину відробляли 34 господарі. Вона становила два дні на тиждень Загалом село відробляло 2935 днів на рік . 13 гоподарів мали пасіку (разом 408 вуликів). Селяни платили пану різну данину: гроші, прядиво, зерно, кури, яйця, привозили з лісу дрова.
В 1787р село було у власності Малгожати Любомирської. У селі було 77 хат. Село мало 844 морги ріллі (морг =0.56 га), 692 морги лук, 1894 морги лісу. У власності пані Любомирської були 187 моргів ріллі, 176 моргів лук,33 морги ставу та весь ліс. Решту ріллі та лук були у власності селян. Серед села був став площею 20 га., а біля нього був млин. Пані
Любомирська також мала в селі фільварок та 2 корчми.
У 1909—1944 роках через село проходила залізниця Львів-Підгайці.
Під час Першої світової війни щонайменше 34 жителі села Коросне воювали в австрійській армії. Четверо загинули.
У селі є велика школа і дитячий садок, а також ботанічна пам'ятка природи — «Липа Кравчуків».
3 березня 2021 року Верховна Рада України прийняла постанову про перейменування села на Коросно.

### Боротьба ОУН-УПА проти комунізму.
В селі 30-31.01.1946 загинув повстанець «Мартин», комендант бївки СБ.

## Населення

### Мова
Розподіл населення за рідною мовою за даними перепису 2001 року:
| Мова       | Кількість | Відсоток |
| ---------- | --------- | -------- |
| українська | 1023      | 99.71%   |
| російська  | 3         | 0.29%    |
| Усього     | 1026      | 100%     |

## Церква

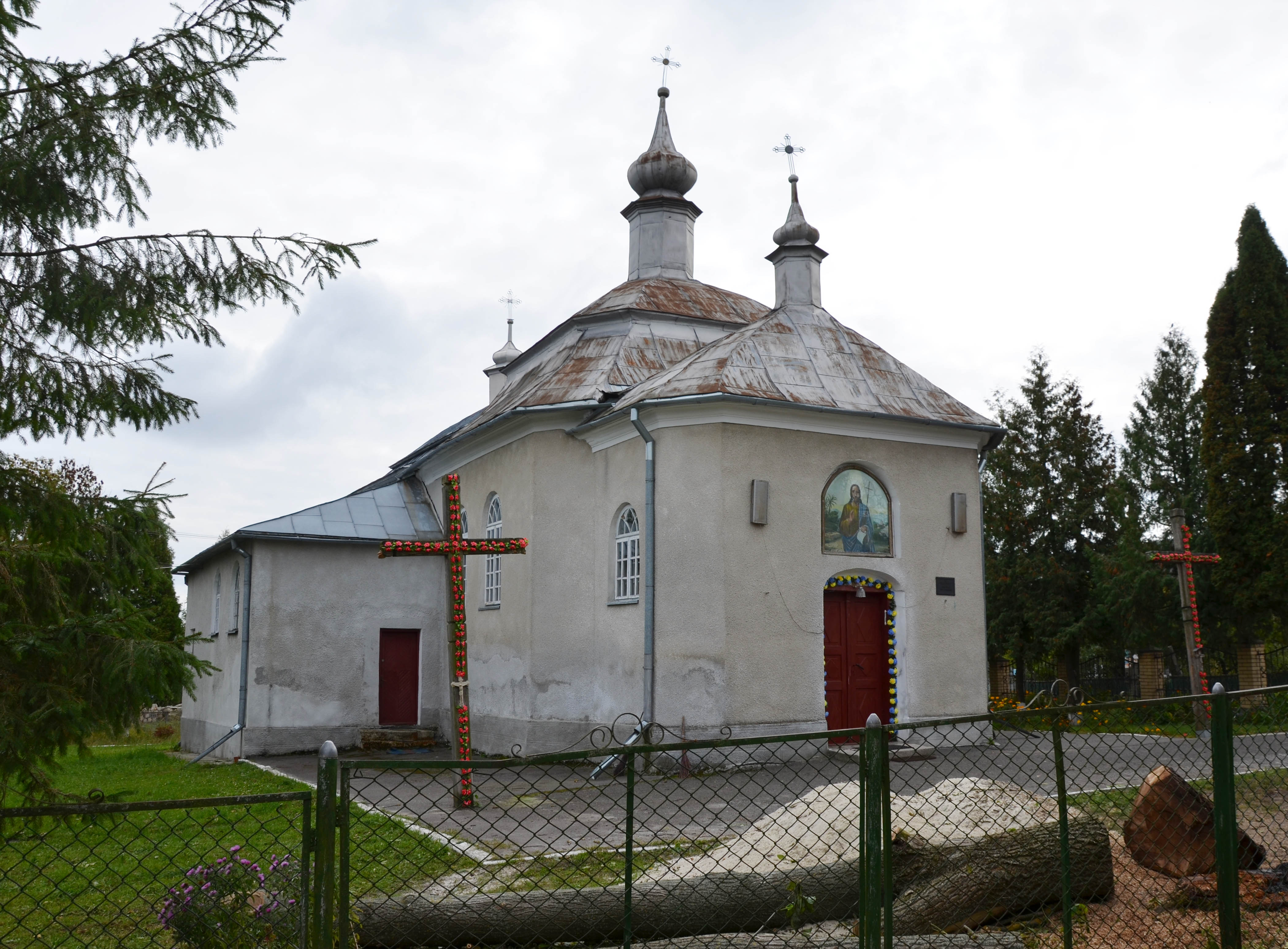
Стара церква святого Іоанна Хрестителя

1 вересня 1712 року власник села Адам Сенявський, великий коронний гетьман, львівський генеральний староста подарував місцеву парафію о. Андрієві Пазерському після смерті його батька о. Григорія Пазерського. Дарча була дана в обозі під Гребенним і в ній за церквою Собору Богородиці закріплювалися її давні землі.

12 січня 1763 року під час візитації місцевої церкви Втечі Богородиці до Єгипту (або Собору Богородиці) було зазначено, що вона мала поля на 34,5 дня оранки одним плугом, а її луки міг за день скосити 31 косар. Церкві також належало пасічисько Заліське. В селі було 30 родин парафіян, кожна з яких давала щороку парохові на вино та на борошно для випікання проскур по 6 грошів. Дяк отримував рокового від господарів по 6 грошів та по мірці зерна.

В описі прибутковості земельних угідь, маєтків за 1789 рік зазначено, що місцевий парох о. Паздерський мав близько 39 моргів (20 га), 31 морг лук та пасовищ. Тяглі селяни щороку сплачували йому по 6 грошей на вино для причащання. Дяк у цей час від заможніших селян брав по 3 гранці (близько 11,28 літри) ячменю, а від бідніших — по 1,5 гранці. За бажанням селяни могли сплатити 6 грошів.

1820 року місцева церква мала 70 моргів поля. 1821 року до парафії Перемишляни—Коросно належало 983 українців. Парохом був о. Степан Паздерський. 1832 року сільська парафія налічувала 200 парафіян, 1839 року — 513 парафіян. Парохом села був о. Іван Нижанківський, якого згодом змінив о. Йосип Лаврінський.

Упродовж 1857—1868 років в селі мешкав перемишлянський парох о. Іван Наумович. Він був одним із провідників галицького москвофільства, засновником Товариства імені Михайла Качковського. 1857 року сільська парафія налічувала 511 парафіян.

Місто Перемишляни було настільки полонізоване, що на першу Службу Божу, яку проводив о. Іван Наумович прибули всього 17 осіб. У 1861 році Наумович був обраний послом до галицького сейму. Він також займався літературною діяльністю, зокрема, написав антиалкогольну поему «Луць Заливайко». У 1864 році о. Іван Наумович розпочав будівництво церкви в селі Коросне. Громада мала намір придбати в Куровичах стару дерев'яну церкву, але парох наполіг на будівництві кам'яної церкви. Тоді у церковній касі було лише 135 золотих ринських. Наумович випросив у графа Потоцького весь камінь та вапно, а також 100 злотих ринських готівкою. За два роки громада наскладала ще 299 злотих ринських. У громадах Бережанського та Золочівського повітів були проведені збори коштів для будівництва. Церква була вимурувана вже до літа 1864 року і громада знову просила в галицького намісника Александра фон Менсдорффа-Пуллі дозволу на збір коштів в сусідніх повітах на внутрішні роботи. Для зустрічі намісника вся сільська громада разом з школярами, вчителем та священником вийшли в поле за милю від села і тут при вітальній арці разом з головою повітової ради очікувала приїзду Менсдорффа. Місцеві школярі, коли побачили військових, які супроводжували намісника, і почули вітальні постріли з моздірів, з переляку підняли такий крик, що вчитель їх ледве заспокоїв. Намісник прохання громади прийняв і мав коротку бесіду з о. Наумовичем про церкву.

16 травня 1867 року о. Іван Наумович з Коросна виїхав до Стрільча, що біля Коломиї. Багато короснянців на возах проводжали свого пароха аж до Рогатина. На місце о. Наумовича у Коросно прибув о. Денис Заневич. Після нього священником у селі був о. Михайло Гвоздецький, котрий у 1883 році залишив село Коросно. Новим парохом тоді стає о. Корнило Соколовський. У 1893 році він переходить на постійне проживання до Перемишлян. Оселився в будинку, який передала вдова колишнього священника Єлизавета Новаківська. Був хворобливий і через це занедбав процес катехізації учнів.

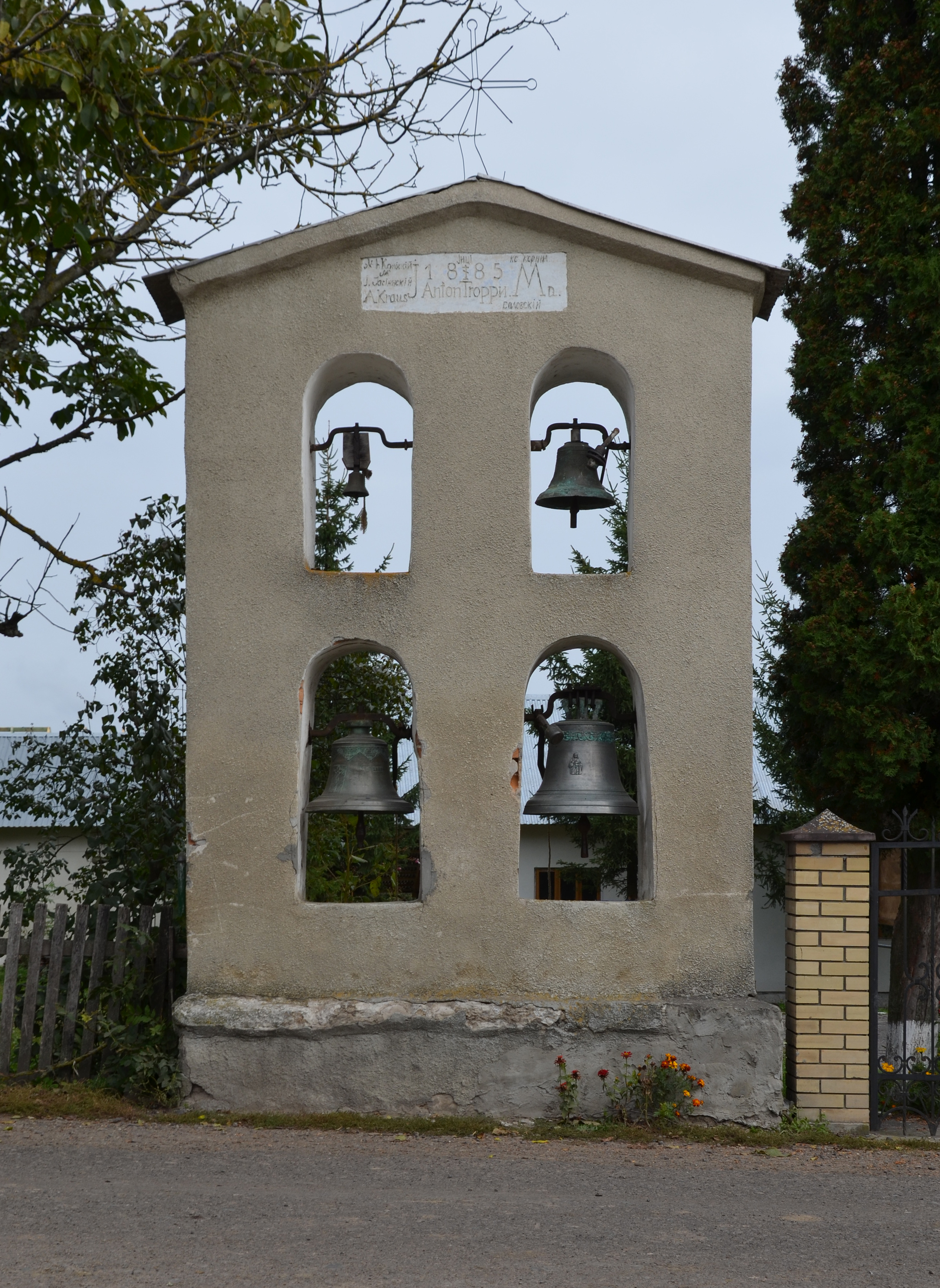
Дзвіниця церкви святого Івана Хрестителя в селі Коросно

У 1895 році в селі мешкали 746 греко-католиків. 1 лютого 1897 року на 48 році життя та 23 році священства о. Корнило Соколовський спочив у Бозі. Після нього на парафію прибув о. Ісидор Копертинський. Парафія тоді була бідною, бо давала парохові у 1898 році лише 40 корон чистого прибутку, а 660 корон йому доплачувала держава з спеціального фонду, бо рівень прибутків був встановлений на 700 корон. Ця доплата називалася конгруальним додатком і робила парохів добрими патріотами австрійської держави. Офіційно робилася вона за те, що парохи у певній мірі виконували функції державних службовців. В серпні 1899 року о. Ісидор Копертинський писав до консисторії, що в Коросні знаходяться дві третини поля, з якого немає жодної користі. Землі ці неродючі, бо вже 10 років негноєні. Парох зумів переконати селян Дмитра Прончака та Якова Лоїка взяти в оренду 80 моргів (приблизно 45 га) церковної землі терміном на 6 років. Щорічно вони мали платити за землю 425 злотих ринських та привозити парохові 10 сягів дров. Всю солому з церковного поля зобов'язувалися використати для виробництва гною і щорічно угноювати не менше 6 моргів поля.

В 1903 році в селі Коросно було 850 парафіян, а у материнській парафії у Перемишлянах — лише 800 вірних. У 1914 році о. Ісидор Копертинський помер. Його змінив о. Іван Костельний, який був сільським священником з жовтня 1914 до 20 квітня 1921 року. Навесні 1921 року парохом в селі Коросно став о. Омельян Ковч. 9 листопада 1925 року селяни Федір Кукурудза, Іван Задорожний та Андрій Семеон надіслали скаргу до консисторії, у якій скаржилися на те, що парох о. Ковч продав у Коросні 18 моргів землі (близько 10 га) за 2600 доларів, а потім ще 6 моргів за 650 доларів. З цієї суми отець нічого не хотів дати на завершення будівництва парафіяльних будинків в Коросні. Короснянці просили консисторію перевірити, що зробив парох з отриманими за землю грішми. При перевірці виявилося, що ніяких зловживань о. Ковч не робив, а будував парафіяльні будинки у Перемишлянах. Для цього заснував в Коросно польову цегольню і своїм коштом возив цеглу до Перемишлян. У 1930 році в селі було 890 греко-католиків.

20 грудня 1939 року священником на парафію село Коросно був призначений о. Дмитро Михайлищук.

## Шкільництво
5 серпня 1860 року в селі засновано тривіальну школу. Школа була тривіальною, бо у ній навчали три головні науки (читати, писати, рахувати). Навчання велося трьома мовами — руською (українською), польською та німецькою. За рахунок громади утримувався шкільний сторож. Громада платила вчителю 157 золотих ринських 50 крейцерів на рік. З 1860 року вчителем був Андрій Павлюк. У 1862 році в школі мали навчатися 25 хлопців та 10 дівчат, але посада вчителя чомусь була вакантною. У 1867 році із 45 хлопців та 43 дівчат до школи ходили лише 35 хлопців та 10 дівчат. Цього року о. Наумович передав школі 9 пнів бджіл на користь вчителя та для навчання дітей бджільництву. У цей час школа складалася з двох кімнат, але навчання відбувалося лише в одній, а друга слугувала канцелярією. Навчання відбувалося з 1 вересня до 30 червня. В селі кількість дітей шкільного віку постійно збільшувалися і в 1874 році в селі було 52 дитини віком 6-12 років. У 1874 році школа отримує статус державної школи етатової, тобто перебувала на державному і громадському утриманні. Зарплатня вчителя становила 300 золотих ринських, тобто 200 золотих ринських давала громада, 23 золотих ринських — власник села та 77 золотих ринських — держава. 1895 року в Коросні була 171 дитина шкільного віку.
1901р, школа двокласова .Вчителі: Тарнавський Ісидор та Єзуїтова Марія.

У 1914 році в селі діяла 2 класова школа.

## Географія
«Заволя», «Заболото», Застав", «Острів», «Вибритки», «Пасіка», «Торфовище», «Цегольня», «Колонія» (Кольонія"), «Лагодівський ліс», «Капустиска»

## Учасники національно- визвольної боротьби
- Гавінський Василь Іванович.
- Ховалко (два брати), загинули 02.11.1944р

- Задорожний Петро, станичний ОУН, загинув 02.11.1944р
- Кінаш Михайло Васильович , 1914 р.н.,загинув 15.12.1944р
- Сухоцький Василь Михайлович
- Ших Іван
- Ших Стах
- Ясінський Стефан[10][12]

## Галерея

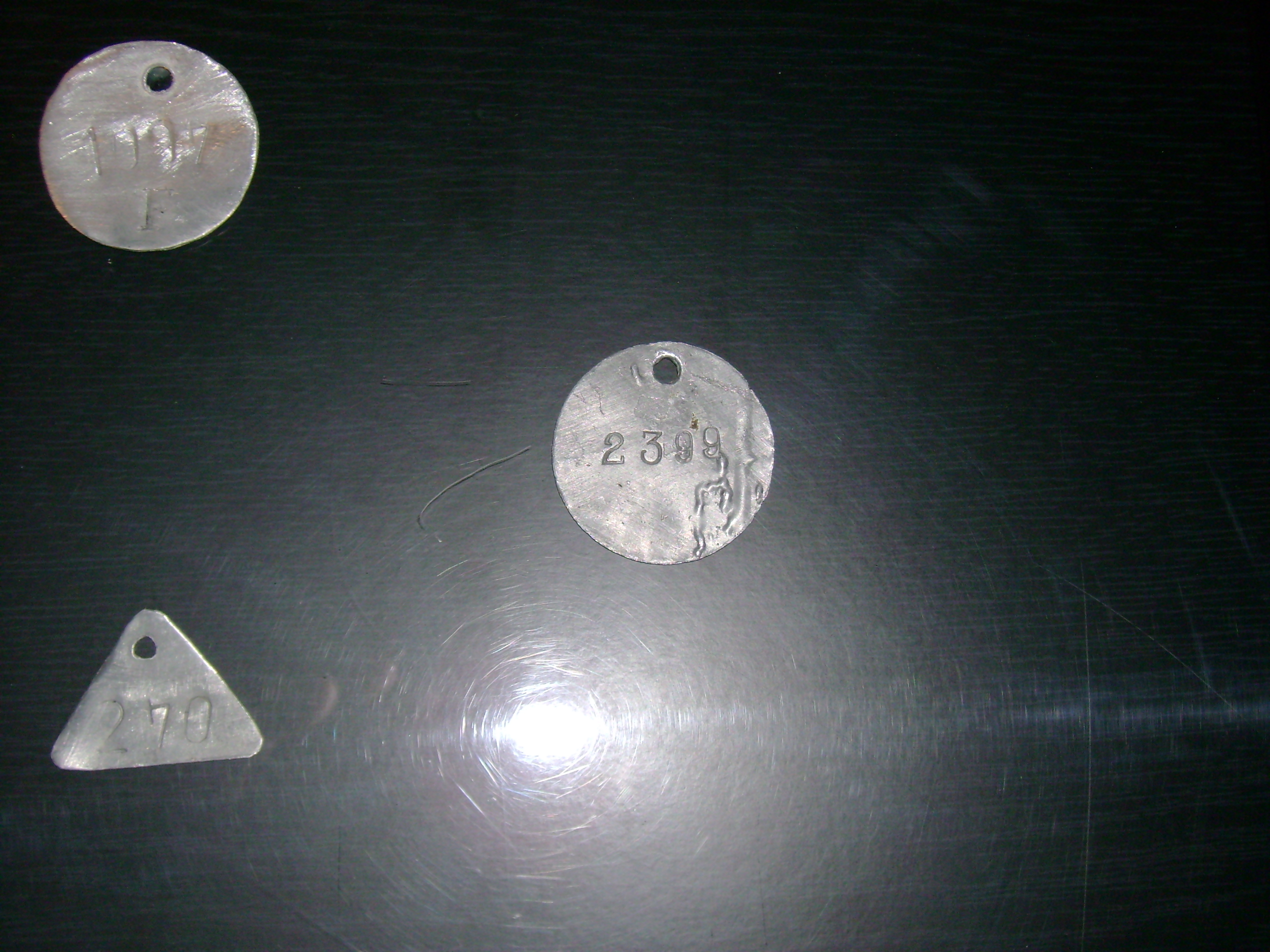
Табірний медальйон о. Ковча в Майданеку №2399
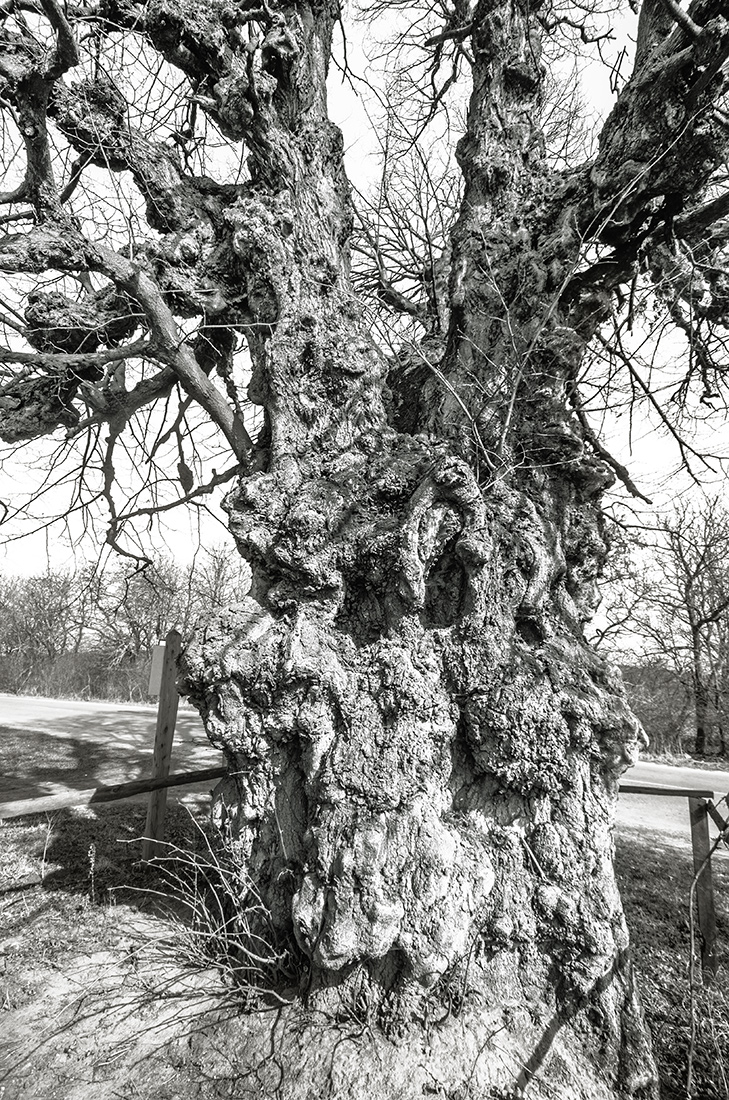
Липа Кравчуків
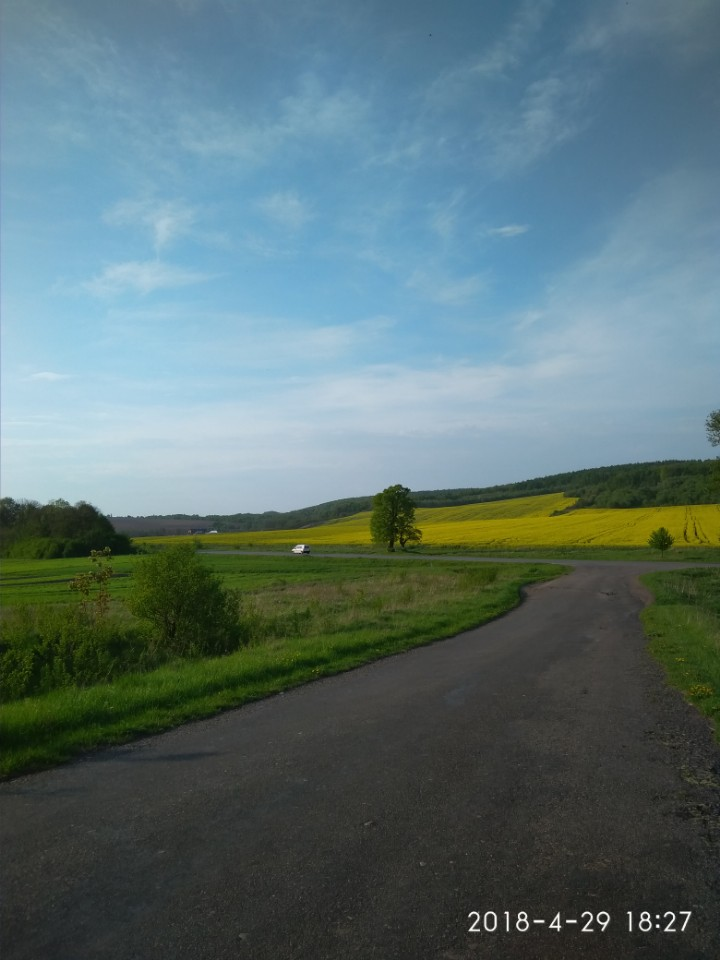
с. Коросно. Вигляд на автошлях Львів-Рогатин та на Лагодівський ліс
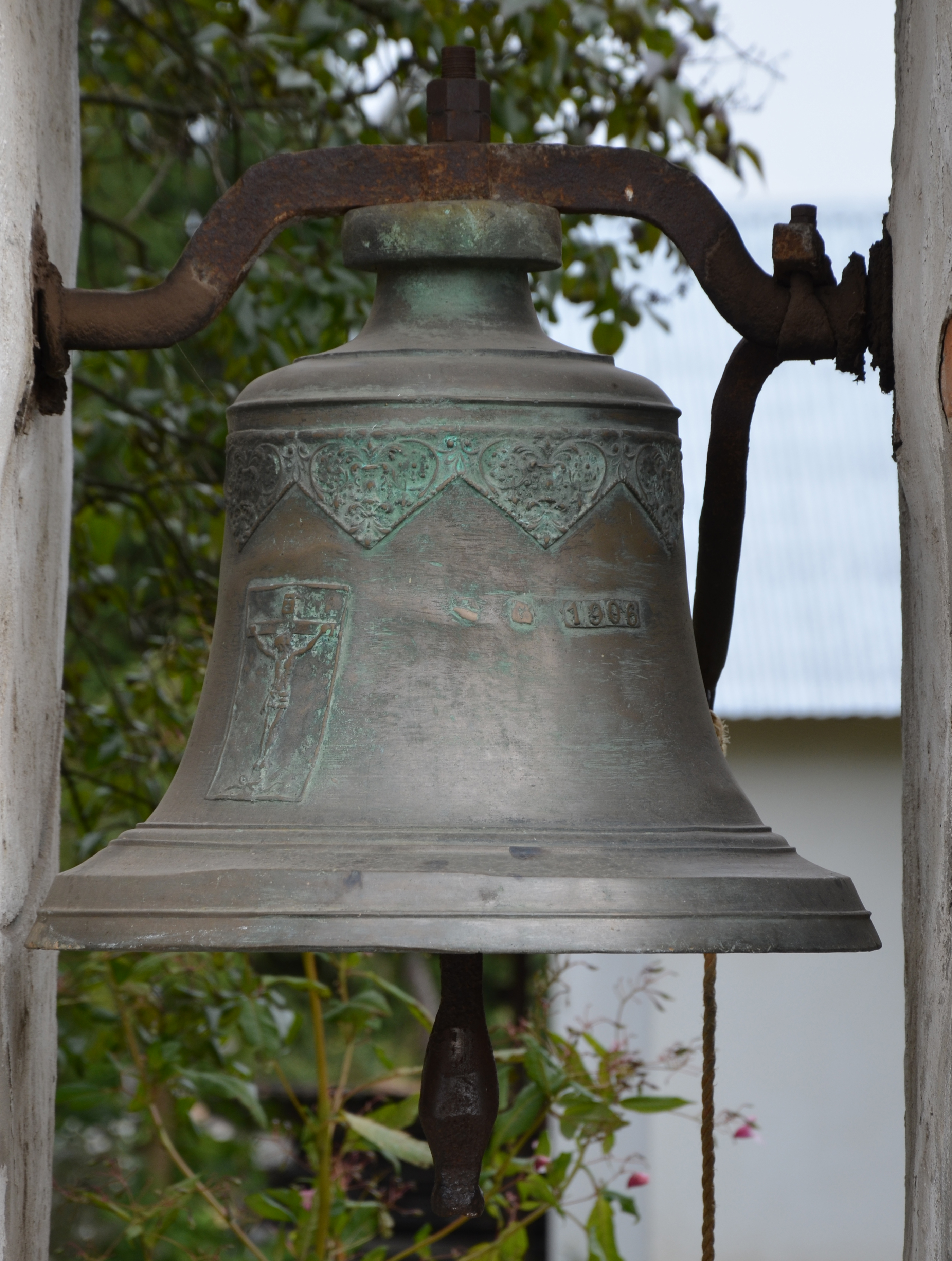
Дзвін церкви святого Івана Хрестителя в селі Коросне
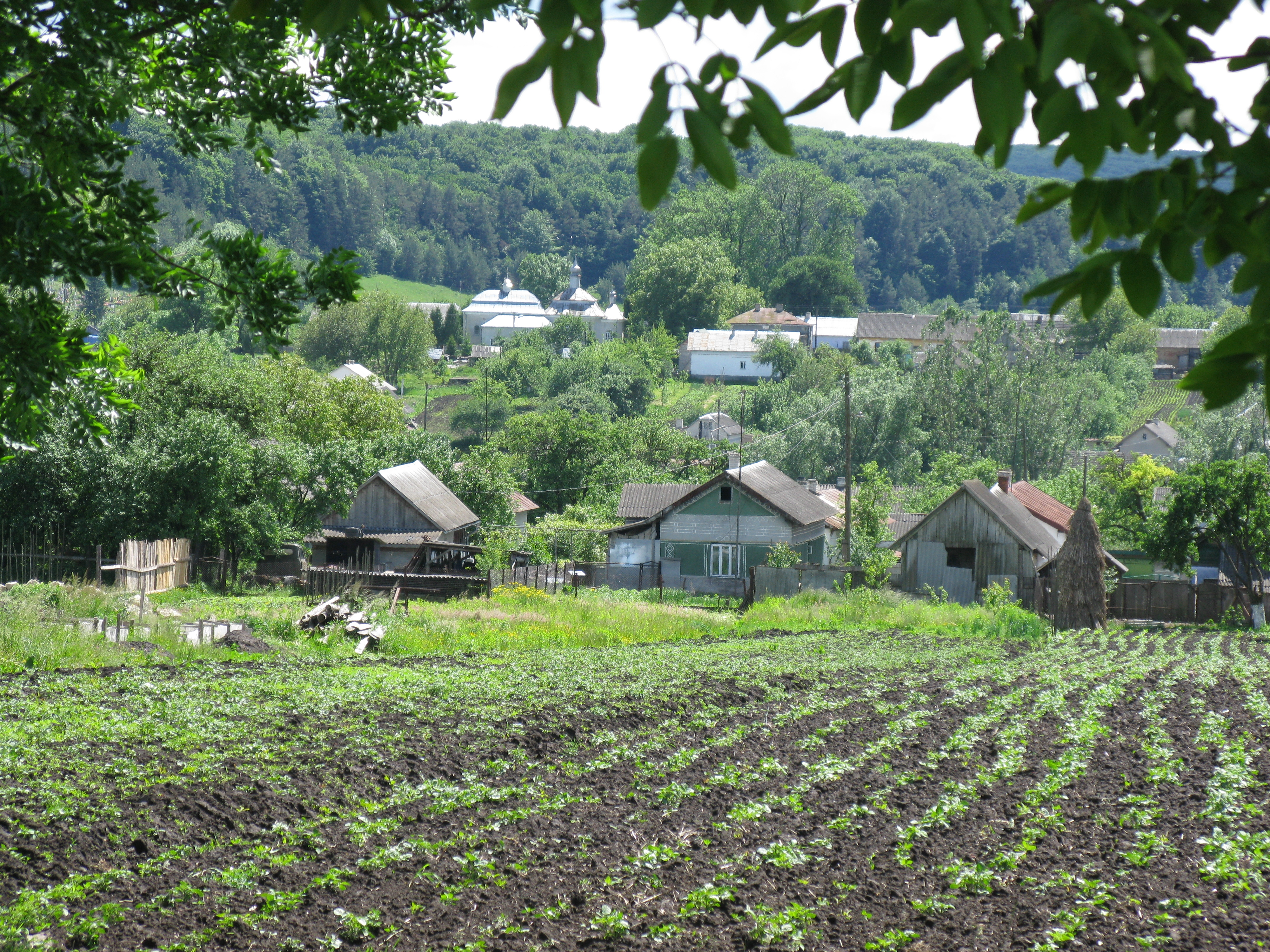
Вид на стару церкву із Заставу
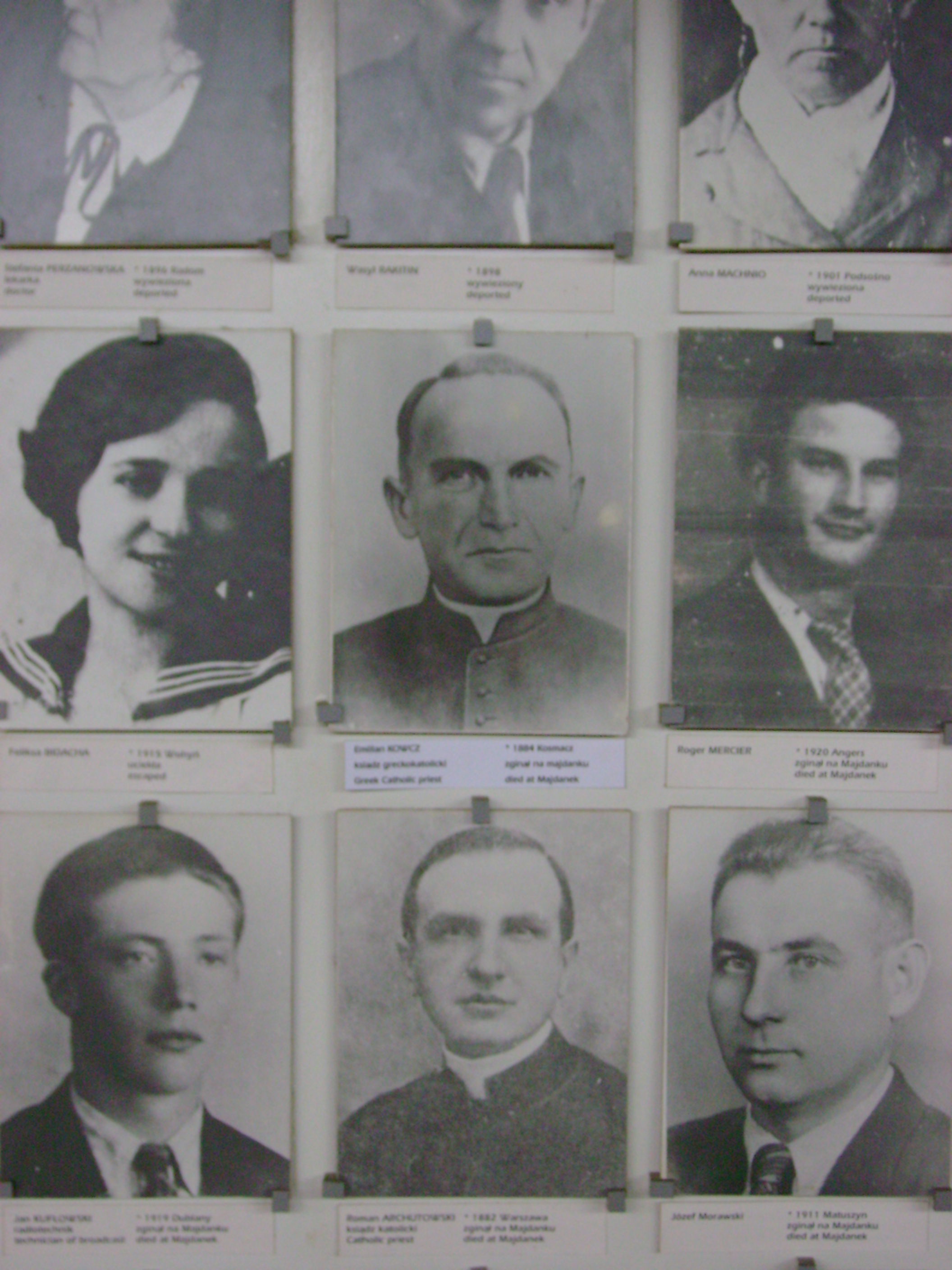
Отець Ковч в Майданеку (2 ряд у центрі)
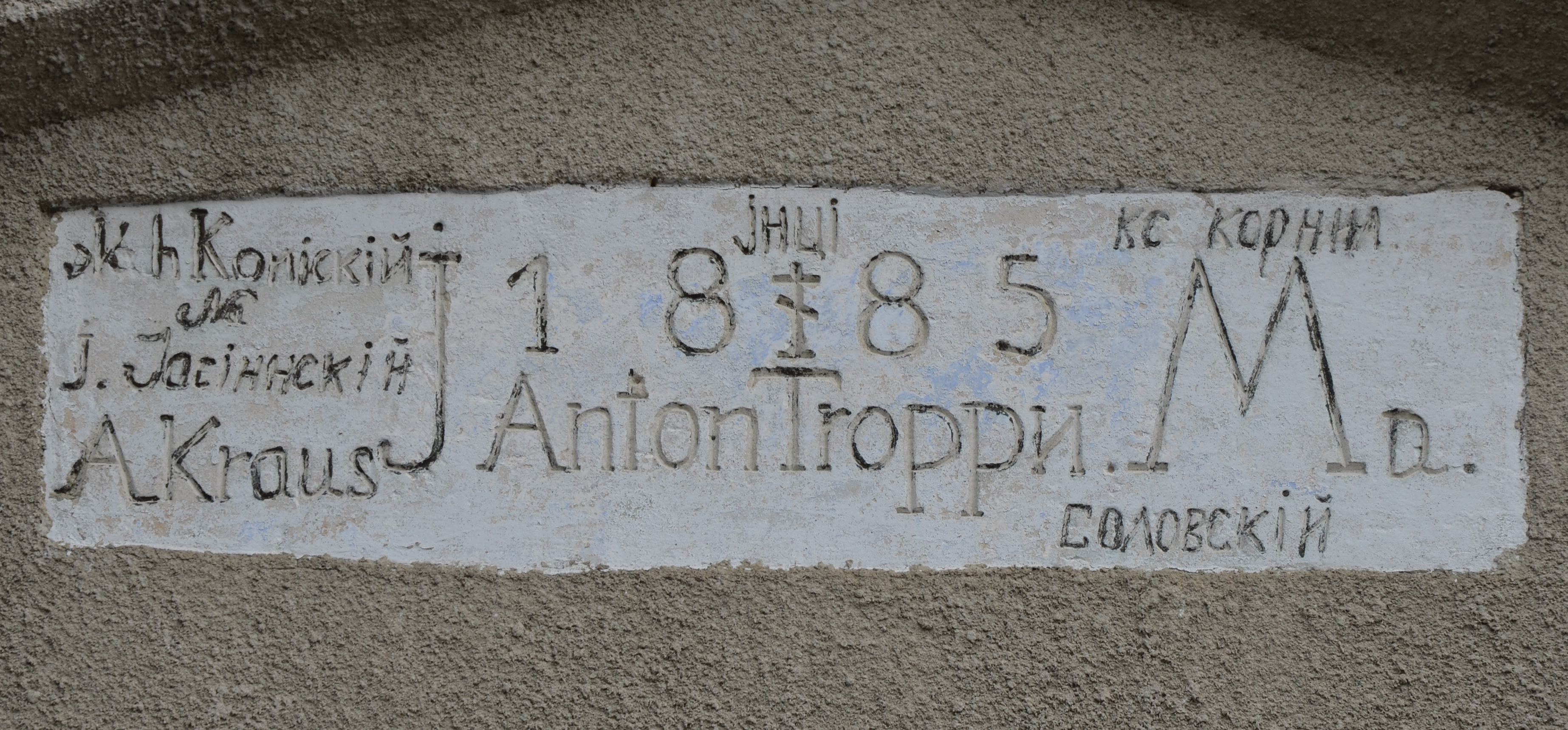
Табличка на дзвіниці
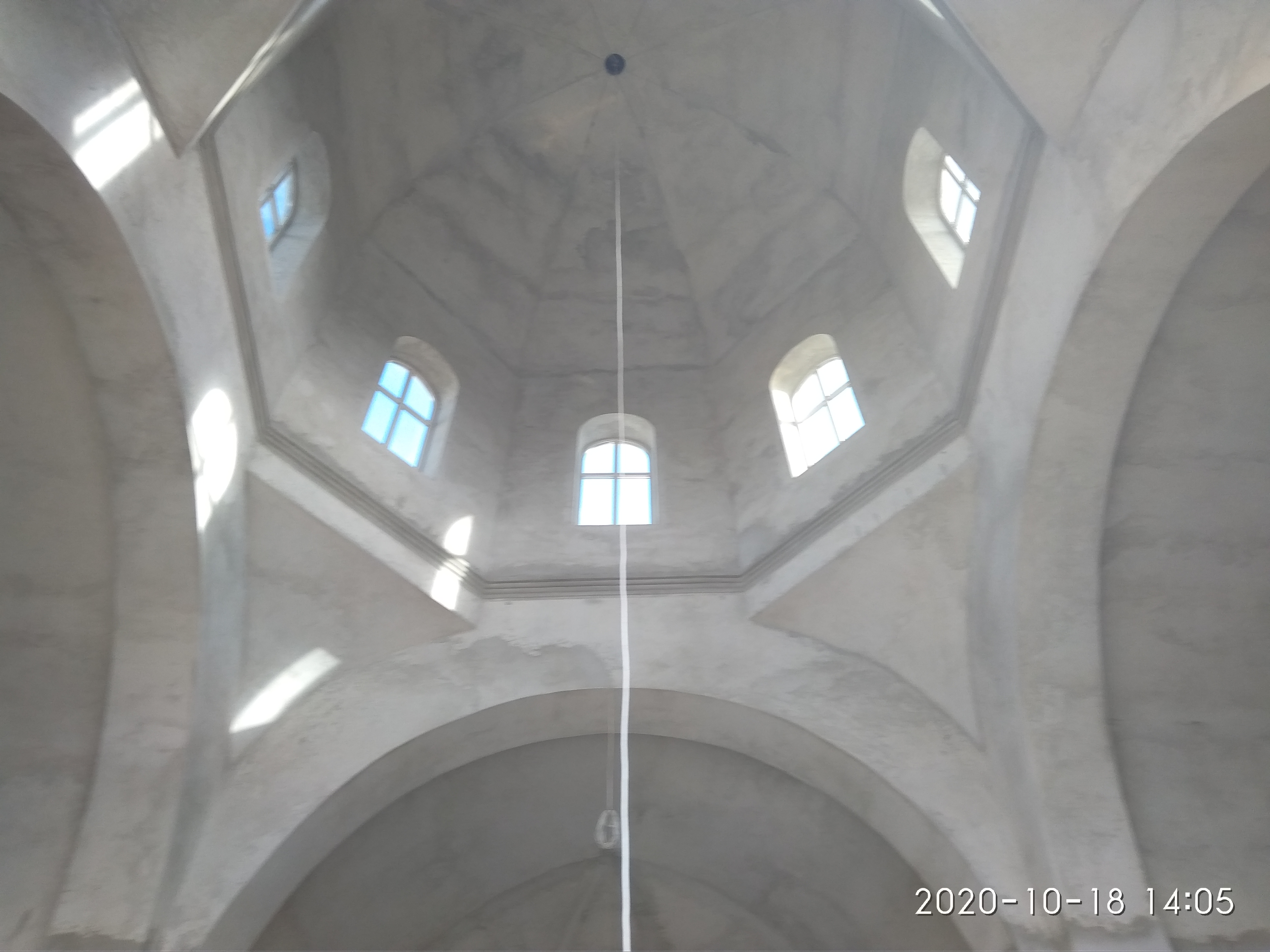
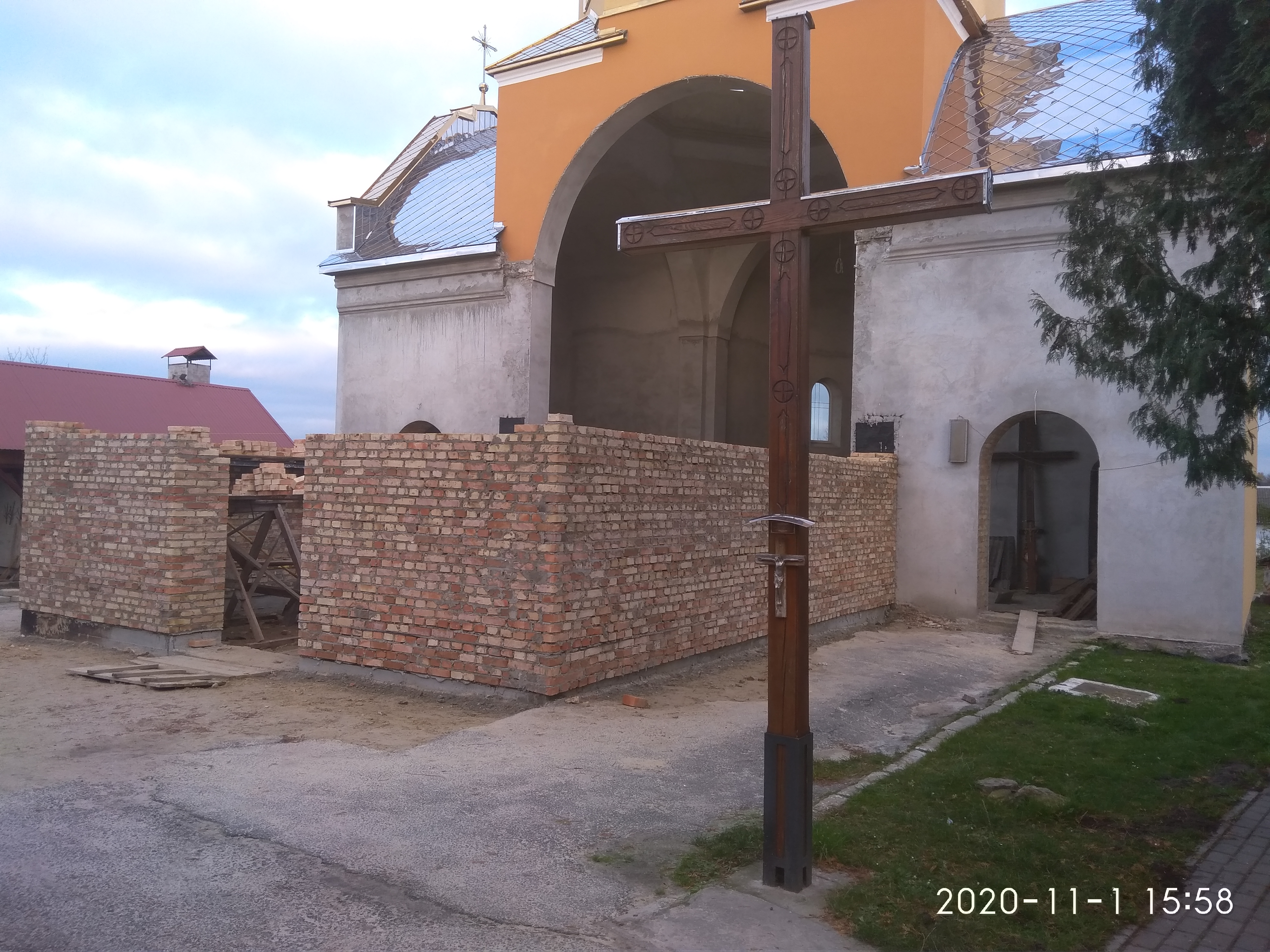
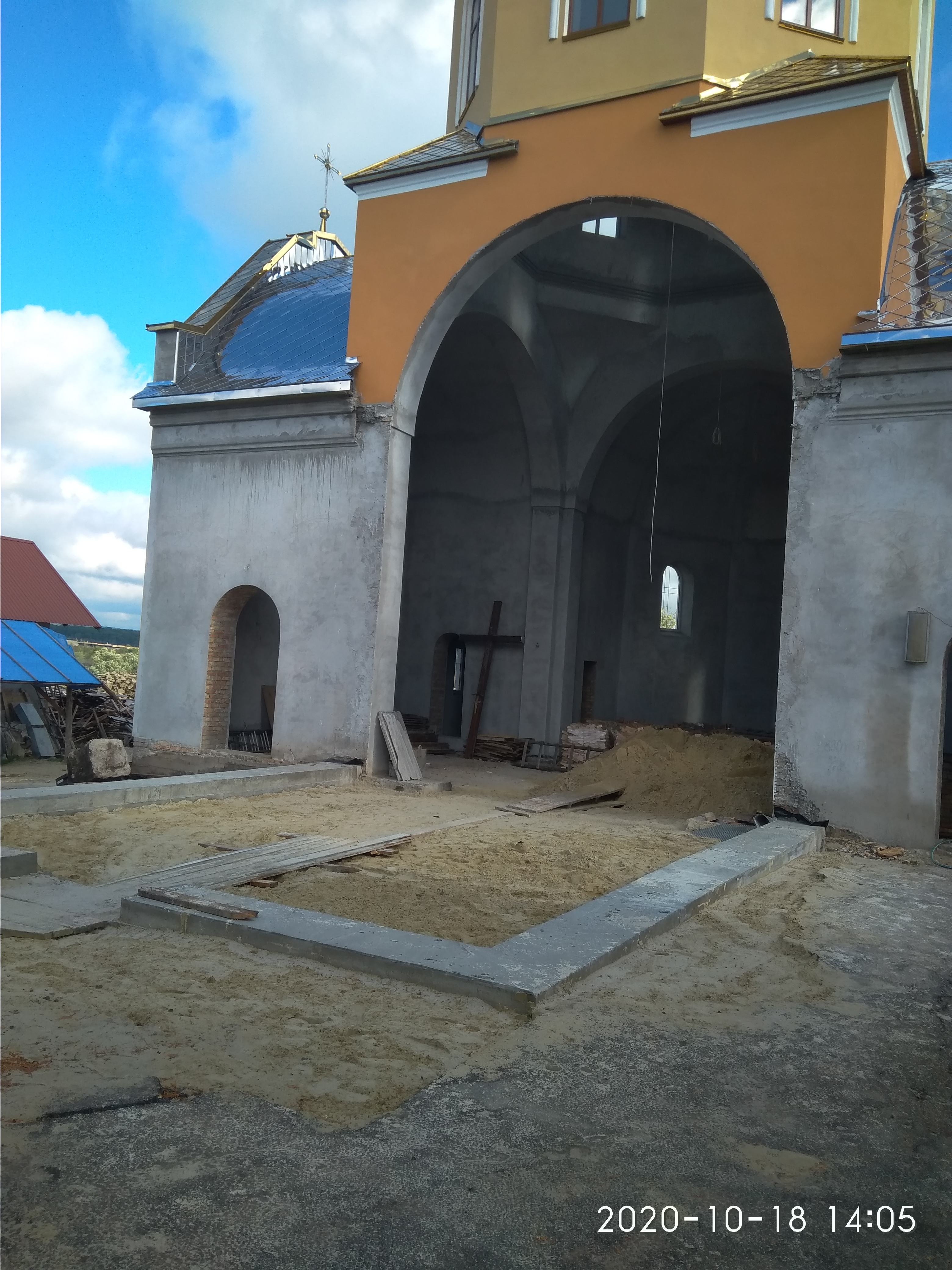